# Disney's Grand Californian Resort
Disney's Grand Californian Resort est l'un des hôtels du Disneyland Resort en Californie. Il a ouvert le 2 janvier 2001 avec le parc Disney California Adventure dont il est limitrophe. Il partage le thème de la nature montagneuse californienne avec la zone Redwook Creek de ce parc à thèmes. Il surplombe la zone commerciale et de loisirs de Downtown Disney. Certaines boutiques occupent le rez-de-chaussée de l'hôtel.
L'hôtel comptait à son ouverture 751 chambres réparties sur cinq étages. Il est le seul à avoir un thème architecturalement défini dans le complexe de loisirs de Disneyland Resort.
Son nom vient faire pendant au Disney's Grand Floridian Resort, l'hôtel phare de Walt Disney World Resort mais le thème est plus proche du Disney's Wilderness Lodge Resort. Il est devenu l'hôtel le plus chic du complexe et aussi le plus cher.
Disney a annoncé en juillet 2007 l'ajout d'une aile supplémentaire afin d'accueillir des « villas » Disney Vacation Club. Elle accueillera 250 chambres supplémentaires dont 44 suites et 50 chambres doubles assimilées à des « villas ». Le 23 septembre 2009, l'aile Disney Vacation Club ouvre au sein de l'hôtel avec 203 chambres et 50 villas.

## Le thème
Cet hôtel commémore l'ouest américain dans les rocheuses et principalement les grands chalets construits par le service des parcs nationaux américains entre 1904 et 1924. L'architecture s'inspire de Stephen Mather l'un des architectes les plus prolifiques et les plus inspirés du mouvement des Arts et métiers. Il créa un style iconique de l'Amérique à partir des éléments rustiques et romantiques provenant des parcs naturels forestiers, une proximité avec la nature et le mysticisme des amérindiens. La chaleur du bois est omniprésente, les roches et les pierres apportent une note supplémentaire de sérénité.

## Les bâtiments
L'hôtel est découpé en cinq sections (six à partir de 2008) plus un centre de congrès. Ces sections ont tous une hauteur de six étages dont cinq sont occupés par les chambres. Ils sont de couleurs beige et marron avec une toiture verte.

### Les différentes sections

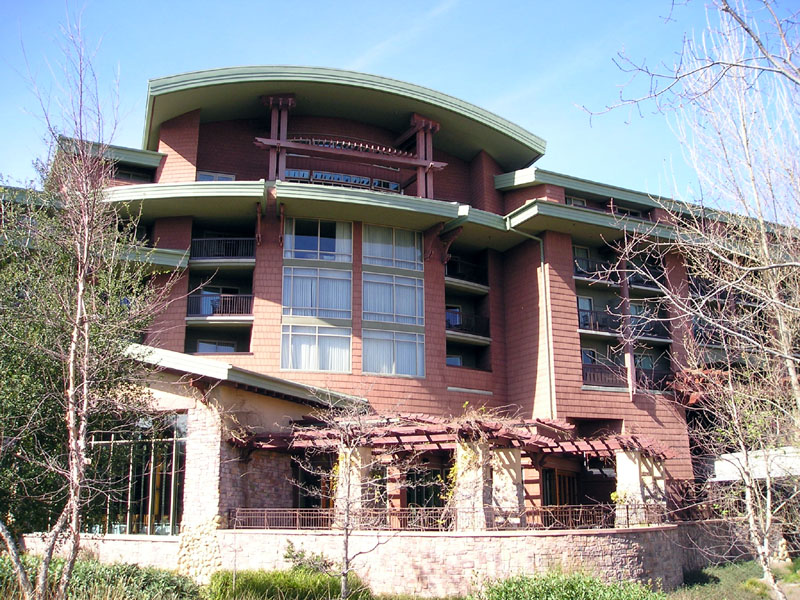
La quatrième section donnant sur le parc à thème

- La première section est celle située autour du carré du hall principal. Il permet de rejoindre trois autres sections et donne à l'est sur les piscines, au sud sur le Green Medaow.

- La deuxième section est située au nord et prend la forme d'un L. Elle est accessible depuis l'angle nord-ouest du hall principal. Elle est traversée par le monorail au second étage, contient au rez-de-chaussée des salles de réunions (centre de congrès) et des boutiques (Downtown Disney). Elle délimite en grande partie le Brisa Courtyard.

- La troisième section est seulement l'entame d'une aile à l'angle sud-ouest du hall principal. Les photos aériennes montrent qu'un parking en L occupe l'espace de l'aile potentielle. À côté s'étend la  prairie baptisée Green Meadow. Il semblait clair à l'ouverture de l'hôtel que la construction dans cette zone était soit impossible à cause de la proximité d'un petit circuit de montagnes russes (type Wild Mouse) soit prévue à long terme. Ce parking sera la sixième section.

- La quatrième section aussi en forme de L débute à l'angle nord-est du hall principal. Elle entoure les piscines, et permet d'avoir une vue imprenable sur le parc à thèmes. C'est au rez-de-chaussée de cette aile dans le prolongement de la section nord du hall principal que se trouve l'accès privé de l'hôtel au parc.

- La cinquième section, encore en forme de L, est située comme la seconde section mais en prenant attache à la croisée de la quatrième section, près de l'entrée privée du parc. Elle est aussi traversée par le monorail et son rez-de-chaussée est occupé par des boutiques.

- La sixième section, encore en forme de L, est située le long de Green Meadow dans le prolongement de la troisième section. Elle accueillera le Disney Vacation Club et un parking souterrain.

### L'intérieur
Le décor intérieur de l'hôtel contient des motifs agrandis du style Arts et métiers. Beaucoup de maison de ce style avait un thème lié au jardin et à la nature. Pour le Grand Californian, le thème fut élargi pour devenir celui de la forêt.
Le hall de la réception est basé sur l'intérieur de l'église Swedenborgian à San Francisco, agrandi pour accueillir le grand comptoir de la réception. Le hall central représente une salle à manger, immense, avec une énorme cheminée en pierre et sous de vastes poutres incurvées, sont disposés des tables basses en bois entourées de canapés et de fauteuils en cuir confortables. La charpente soutient des chandeliers tandis qu'un blason soutenu par des piliers en pierre coiffe l'âtre de la cheminée et des chaises à bascule.
La plupart des objets décorant l'hôtel a été réalisée par des artistes contemporains utilisant et faisant revivre des techniques du style Arts et métiers. Certains objets de Roycroft sont exposés dans le hall principal dont des pièces de vaisselle.

## Les services de l'hôtel

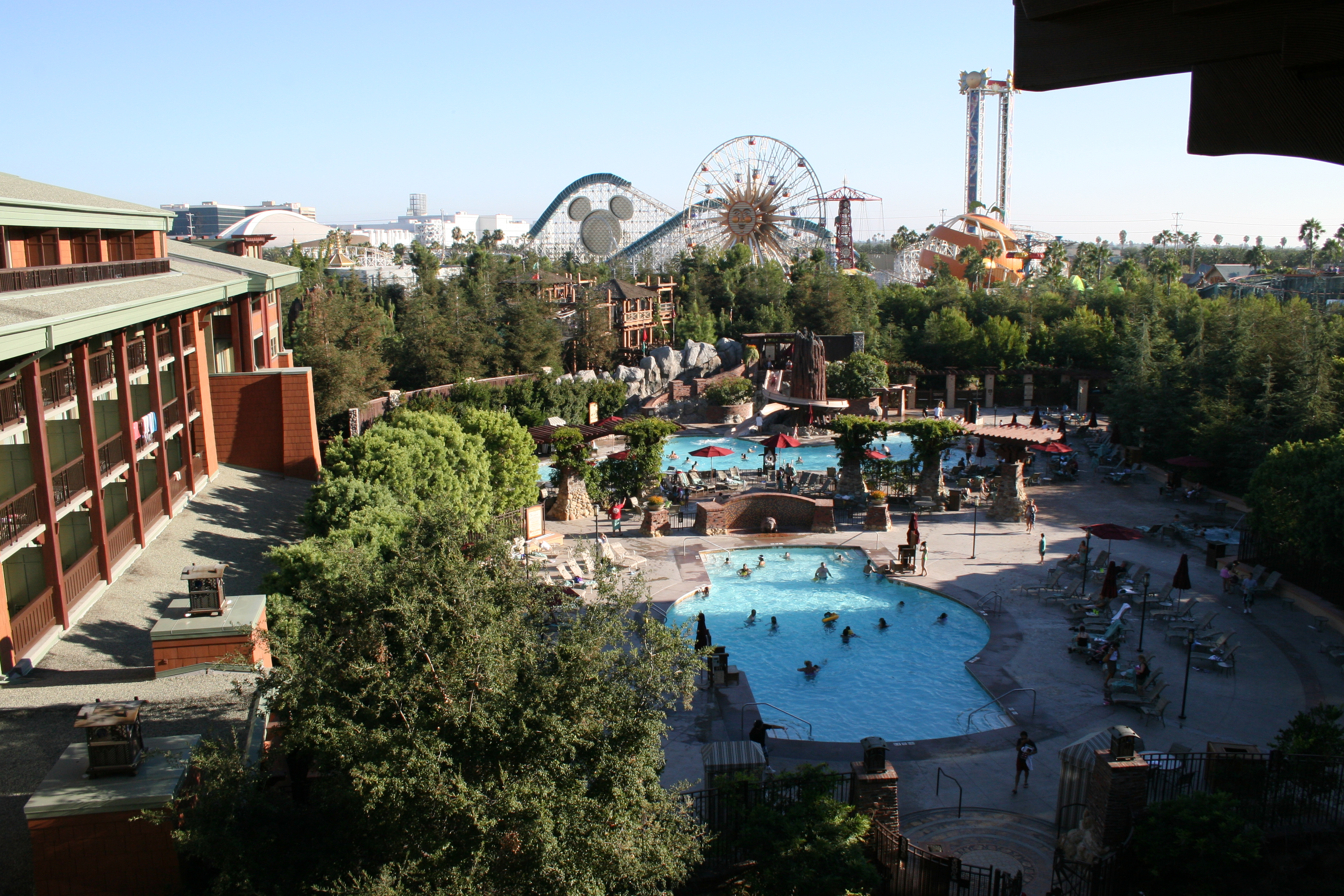
Vue sur l'une des trois piscines de l'hôtel, avec en arrière-plan le parc Disney California Adventure.

L'hôtel est traversé par le Disneyland Monorail mais il n'est pas desservi. Ce fait est compensé par un accès privilégié au parc Disney California Adventure au pied de l'attraction Grizzly River Run.

### Les chambres
Les prix en 2005, d'après le site officiel, pour une nuit en basse saison débutent à partir de :
- Pour les chambres standards de 35,3 m²
  - 265 $ avec vue sur la ville
  - 295 $ avec vue sur Downtown Disney.
  - 405 $ avec vue sur Disney California Adventure.

- Pour les chambres standards avec l'option de service d'étage
  - 470 $ avec vue sur le Barisa Courtyard
  - 490 $ avec vue sur Disney California Adventure.

- Pour les suites Artisan de 69 à 199 m²
  - 655 $ pour les suites une chambre
  - 845 $ pour les suites deux chambres
  - 1 035 $ pour les suites trois chambres

Il est raisonnable d'ajouter environ 200 $ à chaque prix ci-dessus pour le prix en haute saison.

### Les restaurants et bars
Tous les restaurants et bars de l'hôtel sont situés au rez-de-chaussée.
- La Hearthstone Lounge est un bar-café situé à l'entrée de l'hôtel dans la deuxième section. Il propose des boissons chaudes ou fraîches au coin d'un feu de cheminée avec des pâtisseries. Des repas légers y sont servis le soir.

- Le Napa Rose est un restaurant de luxe avec de la cuisine californienne évoquant ses côtes maritimes, ses fermes, ses vignobles, ses ranches et même ses forêts. Il est situé le long des piscines dans la 4e section à côté de l'accès au parc.

- Napa Rose Lounge est le bar-brasserie du Napa Rose avec la possibilité de prendre un verre dans les jardins de l'hôtel.

- Storytellers Cafe est un restaurant situé au centre de l'hôtel dans la 4e section près de l'accès aux piscines. Il propose des pizzas au feu de bois, des salades, des sandwiches chauds et du poisson dans un décor évoquant les conteurs des veillées vespérales. Au petit déjeuner Tic et tac peuvent s'inviter pour le Chip 'n Dale Critter Breakfast

- White Water Snacks est le bar de la piscine Redwood Pool. Il est situé derrière le Napa Rose à l'extrémité sud de la 4e section.

### Les boutiques
L'hôtel ne comporte aucune boutique en raison de la proximité immédiate du Downtown Disney. 

### Les activités possibles
- Les piscines sont séparées par un bassin bouillonnant et un décor évoquant des rochers
  - Redwood Pool est un piscine avec un toboggan creusé dans une souche de séquoia.
  - Fountain Pool est une piscine plus traditionnelle

- Eureka Springs Health Club est un spa et un centre de remise en forme de 400 m²

- Pinocchio's Workshop est une salle de jeux pour les enfants de 5 à 12 ans avec aussi des jeux vidéo et un atelier d'artisanat en soirée. Des repas sont aussi servis pour les enfants.

### Le centre de congrès
Le Disney's Grand Californian Resort permet d'élargir l'offre d'espace de congrès du Disneyland Resort de 2 000 m². L'entrée se fait par le côté sud du centre donc, juste au nord de la porte cochère de l'hôtel.
- La Sequoia Ballroom de 1 190 m² modulable en 8 parties.
- Le Sequoia South Foyer de 231,5 m².
- La California Board Room (au plafond incurvé) de 108 m².
- La Sorrel Room (au plafond coffré) de 161 m² divisible en 2.
- La Trillium Room 269,5 m² divisible en 3 avec une terrasse la Trillium Terrace située au nord de l'entrée de l'hôtel.
- La Wisteria Room de 111,5 m² donne sur une terrasse la Wisteria Terrace située au nord-ouest de l'hôtel, ou la façade ouest du centre de congrès.
- Les Iris Room, Lily Room et Violet Room de 37 m² chacune donnant sur la Wisteria terrace

La Sorrel Room et la California Boardroom possèdent un accès au Brisa Courtyard qui peut accueillir des réceptions à ciel ouvert sur 3 parties. Il est possible d'utiliser la prairie de Green Meadow située de l'autre côté du hall pour des réceptions de plein air.